# Bruno Benthien
Bruno Benthien (ur. 12 kwietnia 1930 w Schwerin, zm. 5 listopada 2015 w Greifswald) – niemiecki geograf, w latach 1989–1990 minister ds. turystyki NRD.

## Życiorys
W latach 1949–1952 studiował geografię, anglistykę i pedagogikę na Uniwersytecie w Rostocku, następnie geografię na Uniwersytecie w Greifswaldzie (1952–1953), po czym pracował na tejże uczelni jako asystent (do 1958), starszy asystent (1958–1959), docent (do 1962) i profesor (od 1962). W latach 1968–1983 stał na czele Instytutu Geografii Wyższej Szkoły w Greifswaldzie. Zajmował się naukowo geografią ludności.
Od 1962 działał w LDPD, będąc wiceprzewodniczącym (1968–1971) i przewodniczącym (1980–1984) komitetu powiatowego w Greifswald. W latach 1963–1976 zasiadał z ramienia LDPD w parlamencie okręgu Rostock, następnie w Izbie Ludowej (1976–1990). W 1990 przystąpił do FDP.
W latach 1989–1990 sprawował urząd ministra ds. turystyki w rządzie Hansa Modrowa, następnie sekretarza stanu w Ministerstwie Handlu i Turystyki. Po odejściu z rządu powrócił do pracy naukowej.

## Wybrane publikacje
- Schwerin und Umgebung VEB Bibliographisches Institut 1958
- Die historischen Flurformen des südwestlichen Mecklenburg, Schwerin 1960
- Wirtschaftliche Strukturveränderungen im Norden der Deutschen Demokratischen Republik 1966
- Greifswald und seine Umgebung Akademie Verlag 1968
- Einführung in die Bevölkerungs- und Siedlungsgeographie(Egon Weber, Bruno Benthien, Alfred von Känel) 1986 ISBN 3-7301-0503-5
- Rekreationsgeographie 1990 ISBN 3-7301-0866-2
- DDR. Ökonomische und soziale Geographie, Gotha 1990
- Geographie der Erholung und des Tourismus, Gotha 1997 ISBN 3-623-00845-1
- Leben an der Ostseeküste. Mecklenburg und Vorpommern. Photographien aus vergangener Zeit 1997 ISBN 3-86134-279-0
- Ein Rundgang durch das alte Greifswald, 1999 ISBN 3-86134-582-X